# Hof (Frans Hals Museum)

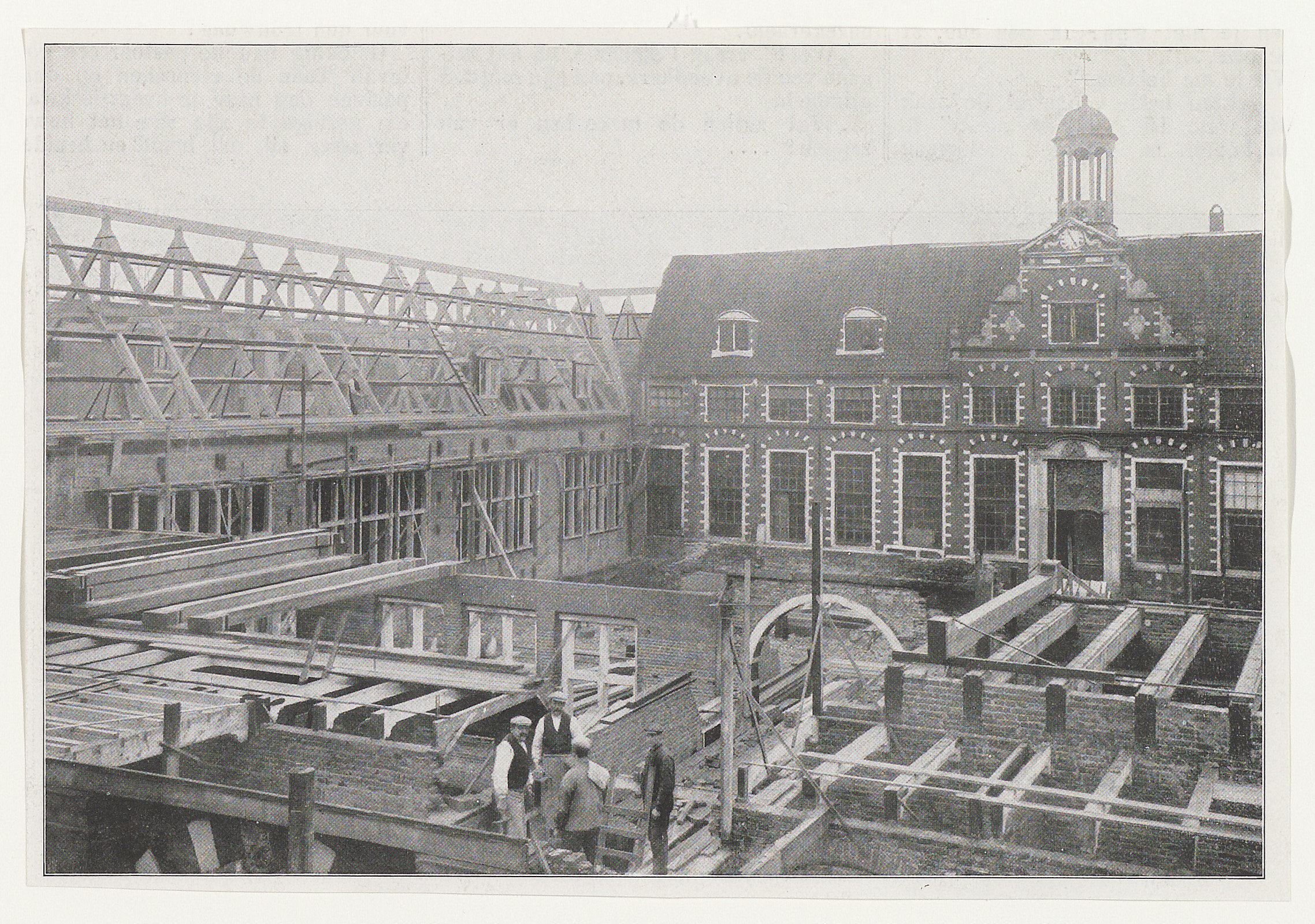
Het Frans Halsmuseum in aanbouw

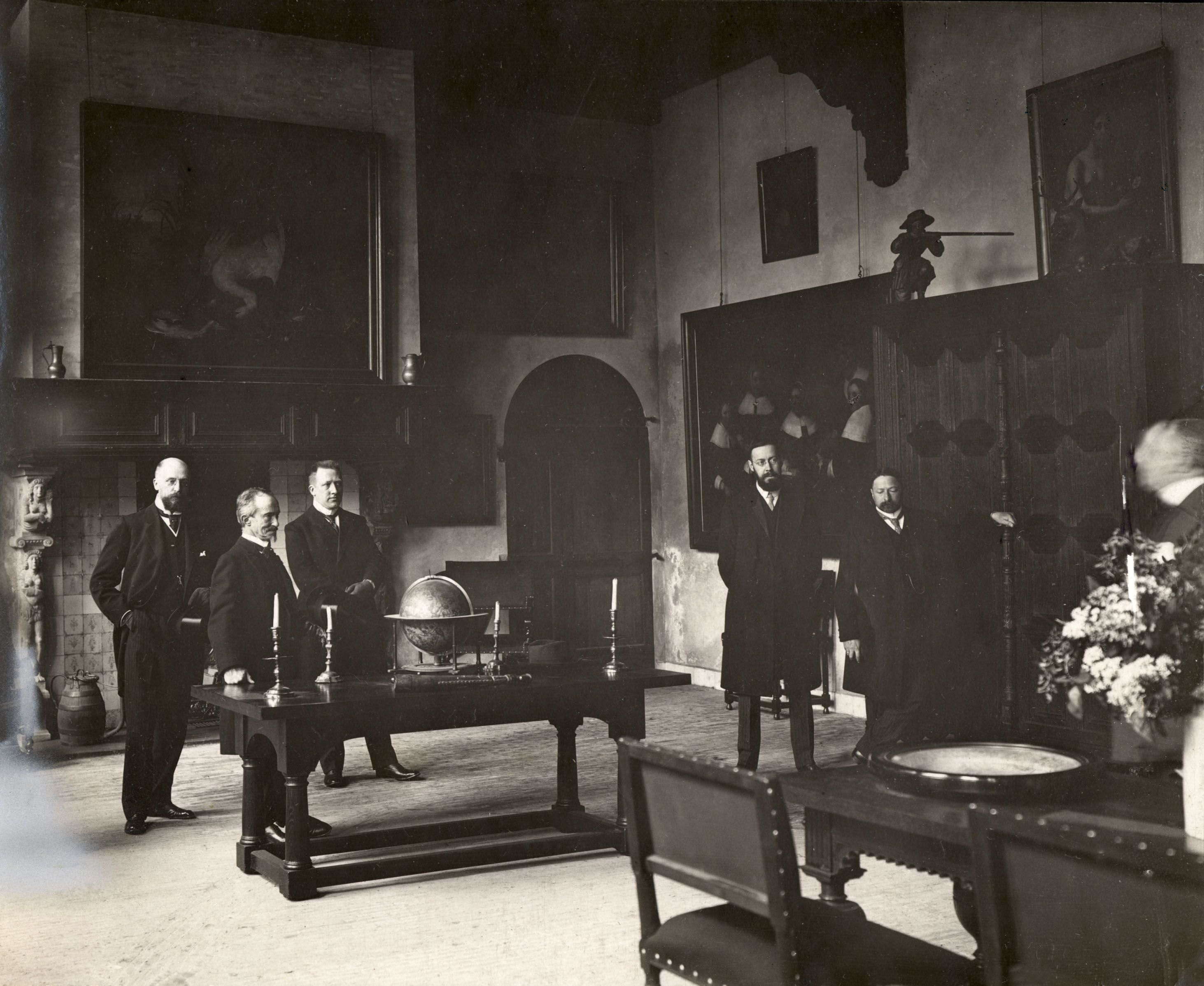
Het in 1913 opgeleverde museum. Van links naar rechts Vincent Loosjes (wethouder), dr. Kruseman (loco-burgemeester), mr. dr. J. Wijtema (secretaris), Gerard Gratama (directeur Frans Halsmuseum), L.C. Dumont (stadsarchitect).

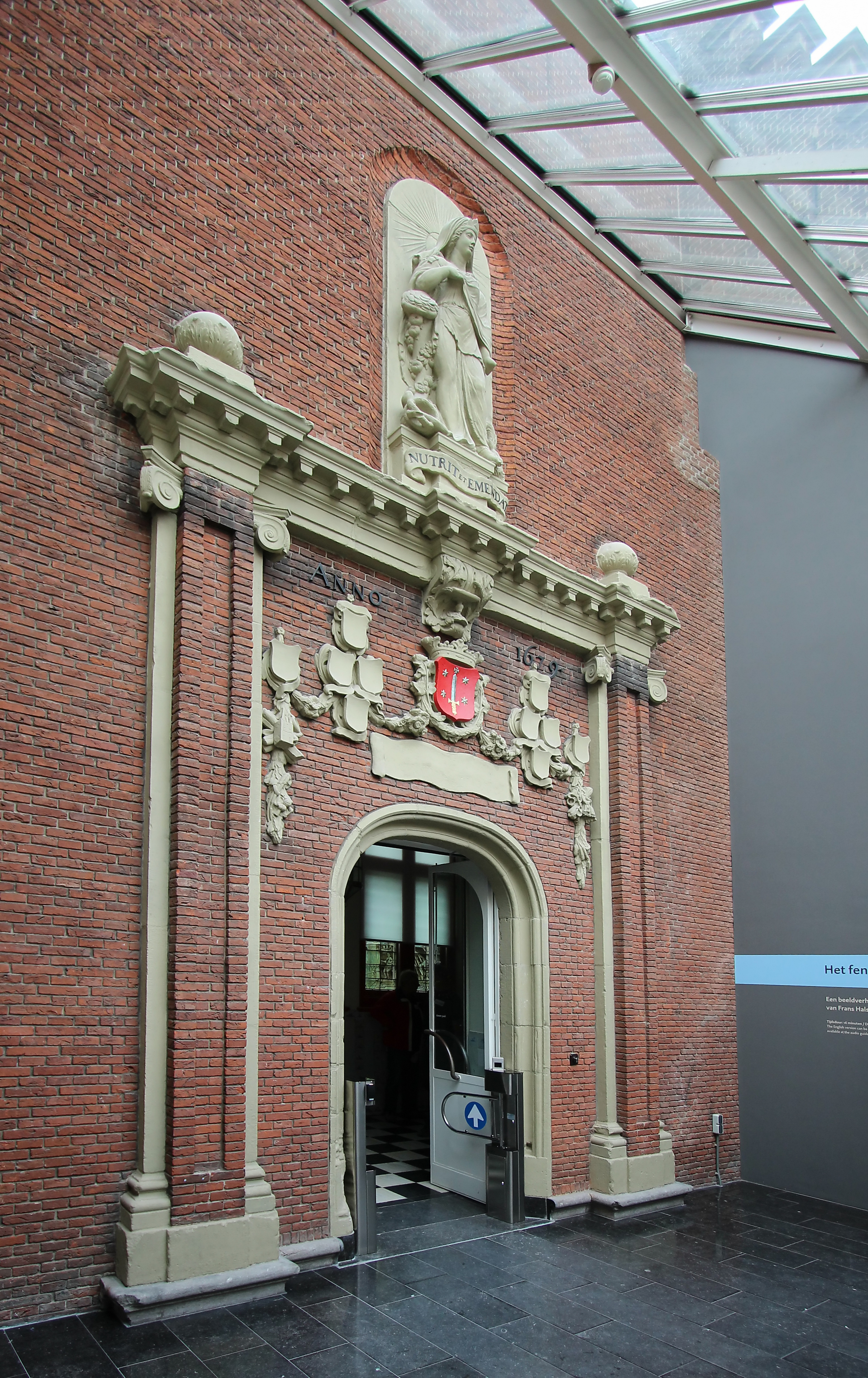
De toegangspoort van het voormalige tuchthuis van Haarlem is opgenomen in het bouwwerk

Hof is een museumgebouw gebouwd in 1913 in Haarlem in gebruik door het Frans Hals Museum voor het tentoonstellen van hun collectie van de Gouden Eeuw.
Het complex is gebouwd rondom het hoofdgebouw en tuin van het voormalige Oudemannenhuis aan het Groot Heiligland. Het gebouw is in vroeg-17e-eeuwse stijl historiserend gebouwd naar een ontwerp van stadsarchitect Lucas Christiaan Dumont op de historische plattegrond. Op 14 mei 1913 werd het museum geopend. Het Stedelijk Museum werd later genoemd naar Haarlems beroemdste kunstenaar: Frans Hals.
De gemeente kocht in 1908 het Oudemannenhuis van de kerk om er de stedelijke kunstcollectie onder te brengen die voorheen tentoongesteld werd in het stadhuis. Het hoofdgebouw werd hierbij behouden.  De vleugels van het gebouw werden gesloopt en in neorenaissancestijl weer opgebouwd naar een ontwerp van stadsarchitect L.C Dumont. De oorspronkelijke plattegrond, de toegangspoort en het hoofdgebouw bleven gehandhaafd.

## Hoofdgebouw
Het hoofdgebouw met de oude eetzaal, de regentenkamers en de ziekenzaal werd aangekleed met elementen van andere bouwwerken. De eetzaal (zaal 15) is voorzien van tegels uit Haarlemse gebouwen, de kroonluchters komen uit de kerk van Spanbroek, de sierschouw is samengesteld uit meerdere schouwen. De deuren zijn afkomstig van het tuchthuis aan de Botermarkt. De ziekenzaal (zaal 12) wordt de 'Kapel' genoemd. Zaal 11, met een oorspronkelijk 17-eeuwse stenen vloer wordt de blauwe hal genoemd. In 1913 is deze voorzien van een glas-in-loodraam uit een kerk in Hoorn. De rococo-interieuren met houtsnijwerk en stenen schouwen van de regentessenkamer (zaal 9) en de regentenkamer (zaal 10) stammen uit 1754.

## Vleugels
De vleugels en het entreegebouw bevatten bouwfragmenten van voormalige Haarlemse gebouwen, waaronder glas-in-loodramen en gevelstenen. Een stijlkamer met goudleerbehangsel, beschilderde zoldering en een schoorsteen werden overgebracht vanuit het Prinsenhof. De zuidvleugel was bestemd voor de schilderijen van Frans Hals. Deze zalen kregen daarom eikenhouten plafondbalken. De stenen toegangspoort van het tuchthuis is verwerkt in de vleugel en dient als toegangspoort tot de oude kunst. De poort van het Stedelijk Gymnasium uit 1630 is aan de tuinzijde in de muur gemetseld.

## Uitbreidingen
Verdere uitbreidingen vonden plaats in 1930 toen achter het hoofdgebouw de Grote Schutterszaal gebouwd werd ten behoeve van de schutterstukken. In de jaren vijftig kwam er een schilderijendepot. In 1981 werd door architect Wiek Röling een nieuwe tentoonstellingsgebouw bijgebouwd ten behoeve van moderne kunst, tegenwoordig in gebruik als zaal voor lezingen en café.